# Dřeviny v sadovnické tvorbě
Dřeviny v sadovnické tvorbě tvoří jeden nejdůležitějších prvků ve většině zahradnických kompozic. Běžná sadovnická tvorba v ČR pracuje především s dřevinami. Správný výběr dřevin je pro celkový výsledek sadovnické kompozice zásadní. Výběr dřevin je omezen nejen jejich vlastnostmi, které se mění v průběhu času, ale i vztahy k ostatním použitým prvkům a často i dostupností.

## Dekorativní použití dřevin
Stromy a keře mohou mít nejen mnoho barev, ale i množství různých tvarů. Některé vlastnosti dřevin vyniknou v zimě, jiné jsou výrazné během vegetace. I velikost a množství olistění ovlivní celkové působení dřeviny. Některé dřeviny mohou díky velikosti listů působit hruběji než dřeviny s menšími listy. Velikost listů tedy ovlivňuje i použití dřeviny ve vzdálenosti k pozorovateli. Dřeviny s většími a nápadnými listy umístěné blízko pozorovateli, například nedaleko cesty, mohou tedy nejen upoutat pozornost, ale i kontrastovat s dřevinami v pozadí s jemným pravidelnějším habitem a menšími listy a současně vyvolat při správném umístění dojem většího prostoru. Tento trik nesmí však být použit nápadně. Vlastnosti jednotlivých částí dřevin a jejich působení jako celku dřevin tedy přímo určují použití rostlin i jejich uspořádání vůči okolí.

### Proměna dřevin během času
Terén a půda, které jsou podkladem každého sadovnického výtvoru, podléhají v období několika let celkově jen sotva pozorovatelným proměnám ve svém objemu, tvaru a hodnotě, kdežto rostlinstvo, stejně tak jako ostatní živé organismy, prodělává během svého života změny velmi pronikavé, neboť se vyvíjí a dospívá, pak stárne a nakonec odumírá, aby učinilo místo mladším exemplářům. Je proto třeba uvažovat o díle architekta jako celku, organismu, který se vyvíjí a jako takový mění. Přičemž by dílo mělo být schopno ukázat v průběhu dospívání a vývoje estetické kvality. Schopnost předvídat a plánovat vývoj kompozice však nespočívá pouze v znalostech dlouhověkosti dřevin a představivosti. Je třeba zvážit nejen změny v průběhu dlouhodobého období, ale i sezónní změny a rozhodnout se, v kterou dobu má být jeho výtvor nejpůsobivější. Nezanedbat zásadu, že dřeviny musí být v kompozici vždy esteticky cenné. Je samotnou podstatou tvorby zahradního architekta, že jeho dílo jinak působí v prvních letech po založení a jinak po několika desetiletích.

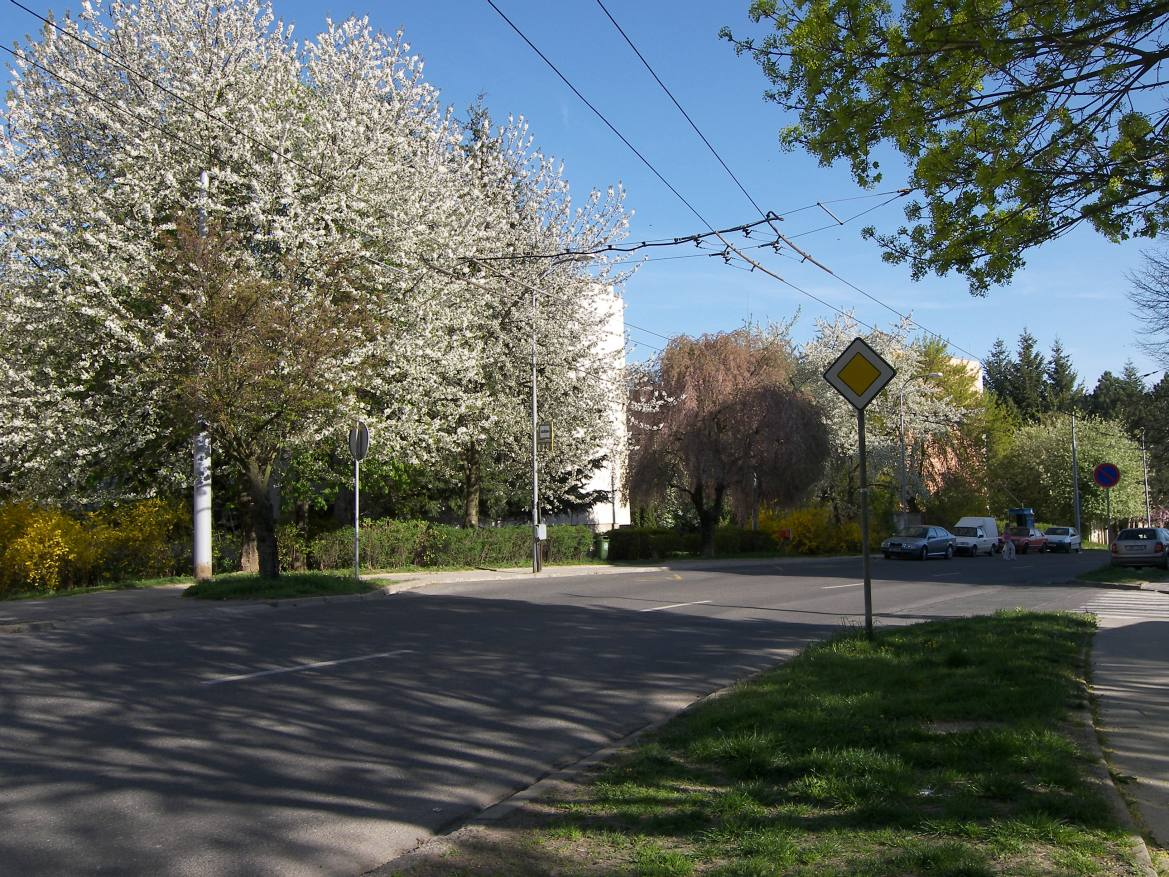
Velmi výraznou změnou se projevují stromy a keře v období kvetení

### Rozdělení dřevin podle výšky
V sadovnické praxi rozlišujeme: zeleň vysokou (stromy), zeleň střední (keře) a zeleň nízkou (podrost, bylinné patro – byliny, tj. trvalky, letničky a dvouletky). Vzrůst a tvar u všech těchto skupin je dán rozvětvením nadzemních částí (lodyh), a to u dřevin postavením, tloušťkou a hustotou větví a větévek.

### Dekorativní znaky částí dřevin
Výtvarný výraz rostlin závisí na intenzitě a charakteru znaků a vzájemném poměru částí a jednotlivých vlastností znaků. Nakupením většího množství rostlin s podobným znakem lze společný podobný znak v mnoha případech zvýraznit, nebo dát vyniknout dřevině s opačnými vlastnostmi (kontrast), která se vyskytuje v kompozici jen jednou. Vlastnosti rostlin vytvářejí tedy estetický účinek nejen samy o sobě, ale především opakováním a kombinacemi. Při výběru dřeviny je proto třeba zohlednit vlastnosti rostliny, pro které je žádoucí dřevinu použít, ale zejména ty vlastnosti, které se stanou výraznými (pozitivně nebo negativně) a ovlivní především, nebo v dlouhodobém působení celkový účinek kompozice .

#### Kmen
Kmen dřevin se uplatňuje nejen svou mohutností, délkou a tloušťkou, ale i strukturou a zbarvením kůry. Pokud dřeviny rostou na normálním stanovišti a za normálních okolností, je kmen často přímý, třebaže se u různých druhů rozvětvuje v různých výškách. U jehličnatých stromů, u buků, dubu zimního a všech druhů vyznačujících se vysokým vzrůstem dorůstá až do vrcholu, kdežto u lip, javorů, letního dubu a většiny listnáčů se rozvětvuje v několika metrech nad zemí do více hlavních větví, čímž koruna nabývá rozložitého charakteru. U většiny stromů je kůra hladká a teprve později různými způsoby puká a vytváří charakteristickou borku. Tato borka je u některých druhů různě rozpukaná, např. hrubě na starých dubech, jilmech, lipách, kaštanech, ořešáku, bílém topolu, bříze a borovicích, nebo jemněji na javoru a většině jehličin, u jiných se loupe v celých plástech, např. u platanů. Poměrně méně druhů si podrží hladkou kůru až do vysokého věku, jako např. buk, habr, většina topolů, třešně a z jehličin jedle. Zbarvení kůry je převážně hnědé nebo šedohnědé, a to světlejších nebo tmavších odstínů. Odlišné jsou zejména bílé kmeny mladších bříz, stříbrošedá kůra osik a buků (zvláště na vápencovém podkladě), červenohnědá kůra borovice lesní, žlutozelená kůra a skvrnité kmeny platanů a zelená kůra na kmenech mladé vejmutovky a javoru jasanolistého (Acer negundo).

#### Koruna
Při uplatnění stromů jako výtvarného prvku je velmi důležitá výška a šířka koruny, její hustota a textura. Možnosti použití se řídí podle výšky stromů, délky větví a úhlu jejich postavení, podle daného obrysu koruny, dále podle hustoty koruny. Jejich uplatnění je tak omezeno možností vytvářet vyváženou směs kontrastních a harmonických vztahů mezi jednotlivými prvky kompozice.

##### Stromy s korunou kuželovitou
- Jehličiny s korunou kuželovitou nebo válcovitě kuželovitou, na obryse pravidelně zubatou, zde jsou větve rovnoměrně rozložené v pravidelných etážích. Jsou přímé, špičaté zakončené a nesou stejnoměrně rozložené husté větévky, takže průhled korunou je pouze v prostorech mezi větvičkami – jedlovité (jedle, smrk, douglaska). Vysazují se jak do masívů a skupin, tak i jako solitéry. Příklady: smrk Picea mariana 'Beissneri', cypřišek hrachonosný Chamaecyparis pisifera 'Plumosa' a 'Boulevarď, jedle Abies veitchii, zerav západní Thuja occidentalis.
- Stromy s korunou široce kuželovitou, hustou. Jehličiny s korunou široce kuželovitou, hustou, upomínající na široký a hustý smrk, např. Tsuga, se používají hlavně jako solitéry.
- Stromy s korunou široce kuželovitou tupě zakončenou. Jehličiny s korunou vzhledu tmavého modřínu mají větve dlouhé, poměrně tenké a daleko odstávající, někdy velmi nepravidelně rozložené, takže obrys je velmi členitý (např. cedr). Vysazují se jen jako solitéry a jen na chráněných místech: jedle bělokorá Abies alba, smrk ztepilý Picea abies a jeho kultivar 'Barryi', smrk Picea glauca 'Conica', smrk Picea sitchensis, zerav obrovský Thuja plicata.
- Stromy s korunou kuželovitou k vrcholu se zužující. Jsou vždycky výraznými prvky ve skladbě, zvláště když k jejich tvrdému výrazu přispívá i olistění. Patří sem z listnáčů turecká líska (Corylus columa), opadavé jehličiny, tj. modříny (Larix) a tisovec (Taxodium) a většina stálezelených jehličin.
- Jehličiny s korunou kuželovitou jsou dřeviny stejnoměrně a nápadně k vrcholu se zužující, s korunou v mládí hustou, později prořídlou. Mají přímé větve vějířovitě rozložené, vodorovně odstálé až skloněné a nesou štíhlé, tenké větévky, pokryté spirálově sestavenými drápkovitými modrozelenými jehlicemi (např. Sequoia, Cryptomeriá). Vysazují se jen jako solitéry.
- Stromy úzce kuželovité a sloupovité. Nejnápadnější korunu ze stromů s korunou kuželovitou mají stromy úzce kuželovité a sloupovité, které se pro svůj neobvyklý a přísně formální tvar stávají zvláštním předmětem pozornosti ve skladbě. Ve volně řešených sadových úpravách mohou být vysazeny jen jako solitéry, neboť jejich seskupením ve větším počtu bychom vytvořili cizorodý a nápadně přísný útvar, dokonce ještě tvrdší, než je alej pyramidálních topolů v krajině. V pravidelně řešených zahradách mohou být vysazeny ve větším počtu, a to někdy jako zdůraznění důležitých bodů, jindy jako jedinci v pravidelných odstupech nebo k vytvoření živých stěn, plotů apod. Z listnáčů sem patří štíhlé kultivary, označované jako „Fastigiata“, „Pyramidalis“, „Columnaris“, nebo „Stricta“ u rodů jírovec (Aesculus), bříza (Betula), habr (Carpinus), buk(Fagus), topol (Populus), akát (Robinia) a jilm (Ulmus). Z jehličin cypřišek (Chamaecyparis), túje (Thuja), jalovec (Juniperus) a pazerav (Calocedrus).[1]

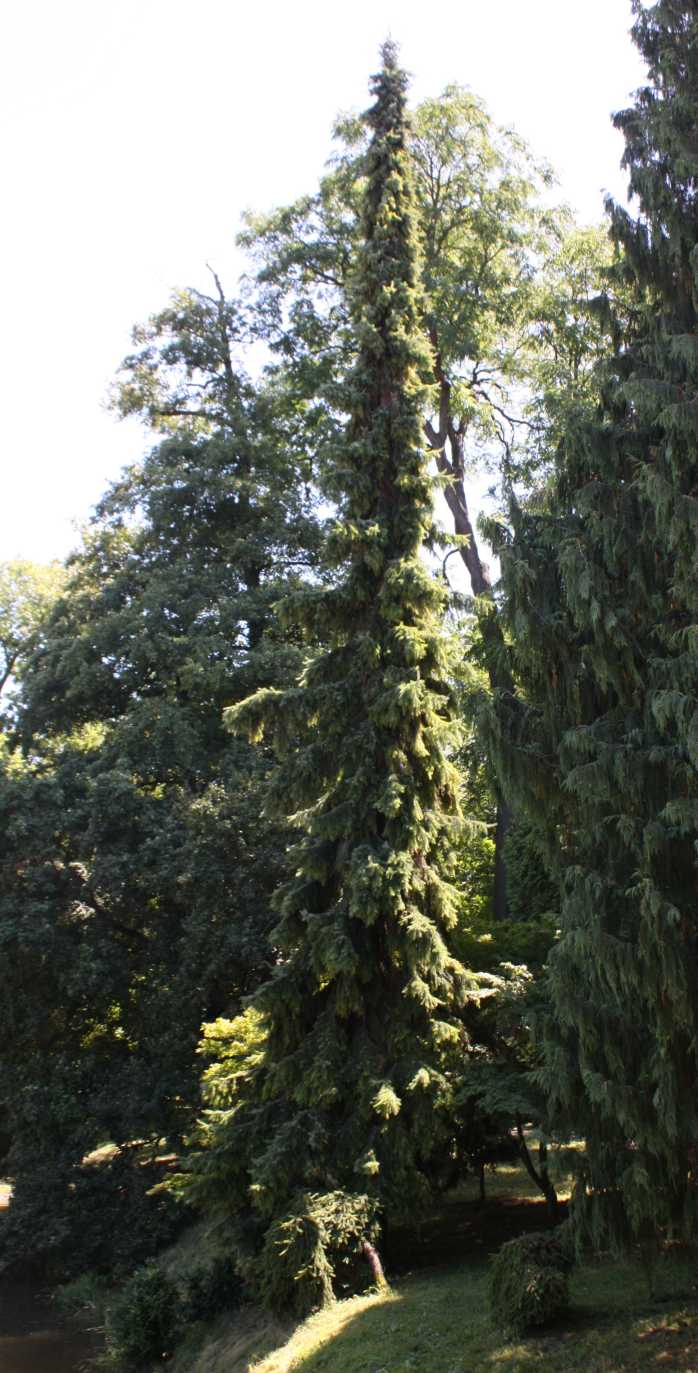
Některé kultivary smrku patří mezi stromy s úzce kuželovitou korunou

##### Jehličiny s korunou úzce kuželovitou, řídkou
- Jehličiny s korunou úzce kuželovitou, řídkou mají větve sestavené v šikmo odstávajících přeslenech. Jsou přímé a nesou na koncích nápadné jehlice, které jsou hustší než u borovic (např. Sciadopitys). Vysazují se jen velmi zřídka, a to jako solitéry.

- Stromy s korunou široce rozložitou nebo okrouhle oválnou. Dřeviny s korunou široce rozložitou, nebo okrouhle oválnou působí příjemným, klidným dojmem, který často bývá zesílen v době podzimního vybarvování listů. Mají význam především pro vysazování do velkých skupin v krajinářských parcích, kde tvoří největší část porostů. Jako ojedinělé stromy (solitéry) jsou v krajinářských úpravách dostatečně nápadné jen tehdy, jsou-li plně izolovány, tak, aby se jejich ostře ohraničená silueta rýsovala proti kontrastnímu pozadí. Tyto dřeviny mají i význam jako stromy alejové. Sem patří rody javor (Acer), jírovec (Aesculus), habr (Carpinus), buk (Fagus) a lípa (Tilia), z nižších moruše (Morus), břestovec (Celtis), jeřáb (Sorbus), jabloň (Malus) a slivoň (Prunus), které se vyznačují buď květy, nebo okrasnými plody a vysazují se jako solitéry.

- Stromy s korunou široce rozložitou nebo okrouhle oválnou, nepravidelnou a řídkou působí celkově lehčím a světlejším dojmem, pokud se mezi olistěním promítá obloha a nebo světlejší, či vzdálenější pozadí, nebo pokud mají světlé olistění. Některé obzvláště nápadné druhy se vysazují hlavně jako solitéry nebo předsadba ke skupinám masívních stromů. Do této skupiny dřevin patří zejména druhy listnáčů javory (Acer cappadocicum, A. negundo, A. saccharinum), pajasany (Ailanthus), dřezovec (Gleditsia), nahovětvec (Gymnocladus), liliovník (Liriodendron), topol (Populus alba), lapina (Pterocarya), akát (Robinia), vrba (Salix fragilis), jerlín (Sophora) a z jehličin borovice (Pinus contorta), (Pinus parviflora), pamodřín (Pseudolarix).

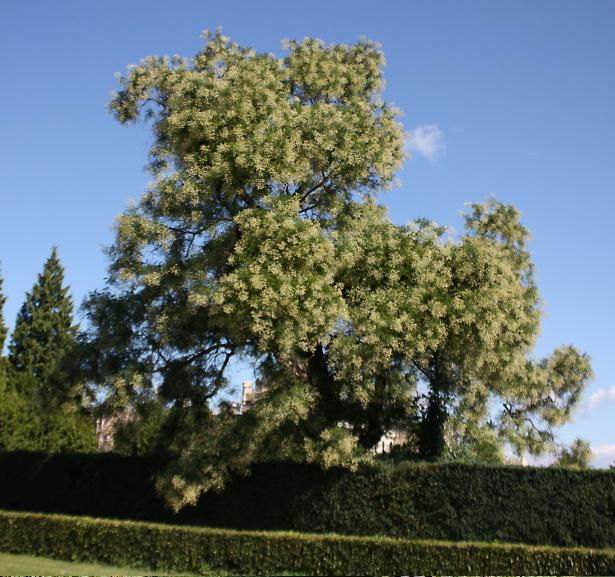
Kvetoucí jerlín (Sophora), strom s korunou široce rozložitou

- Dřeviny s korunou sloupovitou mají význam především pro vysazování alejí. Do velkých skupin v krajinářských parcích se výjimečně používají jako solitéry nápadné výškou a tvarem koruny. Tyto dřeviny mohou být někdy dekorativní i květem, nebo zbarvením listů, ale vzhledem k tvaru koruny vždy je požít lze spíše jako zvláštní prvek. Patří sem některé kultivary rodů habr (Carpinus), buk (Fagus), akát (Robinia) a slivoň (Prunus) a z jehličin například jalovec, cypřiše a tis.

##### Stromy s korunou protáhle oválnou
- Stromy s korunou protáhle oválnou, na vrcholu zaoblenou, pravidelnou, uzavřenou a hustší. Jsou velmi výrazné ve svém olistění a vysazují se hlavně jako solitéry. Výškově jsou mezi jednotlivými zde zastoupenými druhy poměrně velké rozdíly, a proto vysazujeme zvlášť velké stromy do rozsáhlých trávníků, menší stromy i do prostor uzavřenějších. Typickými představiteli této skupiny jsou druhy rodů olše (Alnus cordata), šácholan (Magnolia salicifolia), topol (Populus tremula), třešeň (Prunus avium), dřeviny rodu katalpa aj.

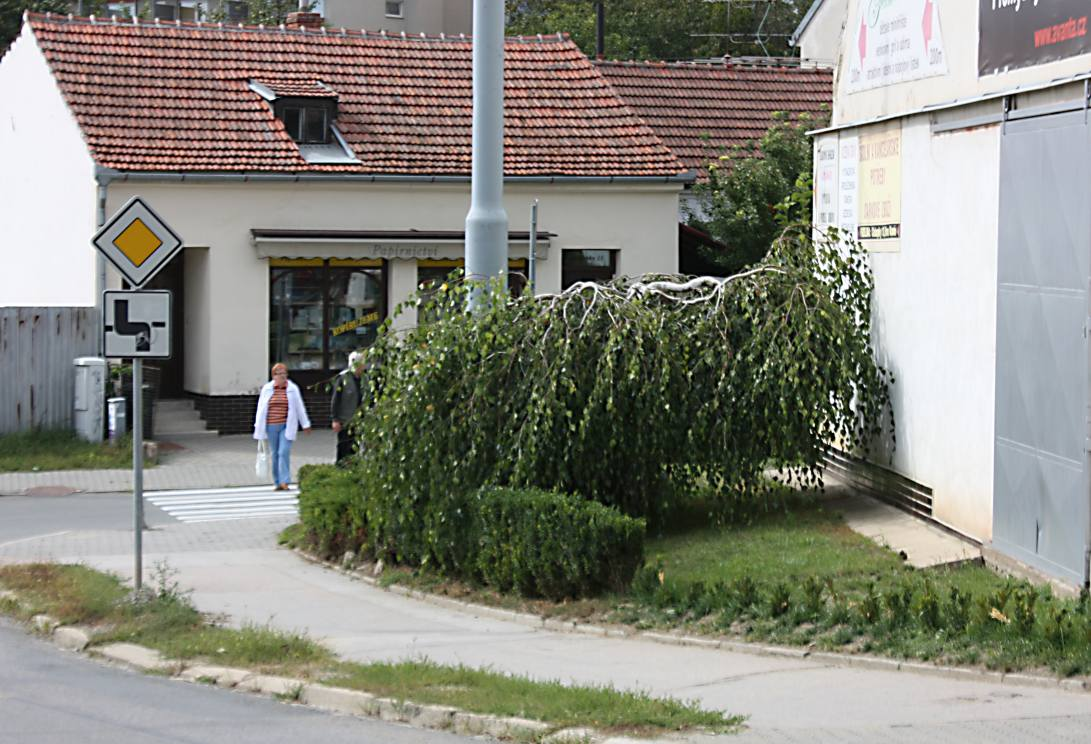
Převislý tvar koruny břízy (Betulůa pendula 'Youngi')

- Stromy s korunou protáhle oválnou, na vrcholu zaoblenou, uzavřenou a hustší, ale nepravidelnou. Jsou stejně výrazné jako předešlé a vysazují se do řidších skupin nebo jako solitéry. Takto rostoucí korunou se vyznačují druhy rodů javor (Acer lobelii), olše (Alnus incana) a slivoň (Prunus subhirtella).
- Stromy s korunou protáhle oválnou, na vrcholu zaoblenou, pravidelnou a lehkou. Nejsou zvláště výrazné, ale většinou partii zlehčují. Hodí se zejména k oživení rozsáhlejších a masivnějších skupin jiných listnáčů, k nimž se vysazují na okraje jako předsadba, ale jsou mezi nimi i druhy vyloženě solitérní. Vedle bříz sem náleží zejména druhy rodů jabloň (Malus prunifolia), hrušeň (Pirus salicifolia), slivoň (Prunus sargentii) a akát (Robinia viscosa), které jsou vesměs zajímavé i svými květy.
- Stromy s korunou protáhle oválnou, na vrcholu zaoblenou, nepravidelnou a lehce stavěnou se hodí jako přechod mezi stromovými masívy a volnou plochou, a to buď jako solitéry, nebo v řídké skupině, poněvadž pravidelně vyžadují více světla. Zvláště dobře se uplatní, promítnou-li se na tmavém pozadí. Sem patří například druhy a rody bříza (Betula), vrba (Salix alba), dub (Quercus coccinea) a jinan (Ginkgo biloba).

##### Dřeviny s korunou převislou
Charakter převislých (smutečních) forem stromů se plně uplatní jen tehdy, jsou-li vysazeny ojediněle, tj. jako solitéry. Ve spojení s normálně rostoucími stromy působí kontrastně a tento kontrast je ještě silnější, přisadíme-li je do blízkosti stromů štíhlých tvarů. Použití nápadné dřeviny s korunou převislou je nevhodné v parcích opakovat vícekrát, neboť jsou příliš nápadné a opakování by zpravidla působilo nakonec únavně a oslabovalo by účinek. Dřeviny s korunou převislou je vhodné vysazovat na břehy rybníků a u potoků, na hřbitovech a v blízkosti mauzoleí, v rozsáhlých parcích, a to buď jako solitéry, nebo ve skupinách a takřka všechny převislé listnáče lze vysadit i k zastínění odpočívadel a besídek. Smuteční formy jsou zastoupeny mezi druhy rodů olše (Alnus), bříza (Betula), habr (Carpinus), buk (Fagus), jasan (Fraxinus), dřezovec (Gleditsia), dub (Quercus), vrba (Salix), jerlín (Sophora), jeřáb (Sorbus), lípa (Tilia), jilm (Ulmus) a z jehličin u jedle (Abies), smrku (Picea), douglasky (Pseudotsuga), cypřiše (Chamaecyparis) aj.

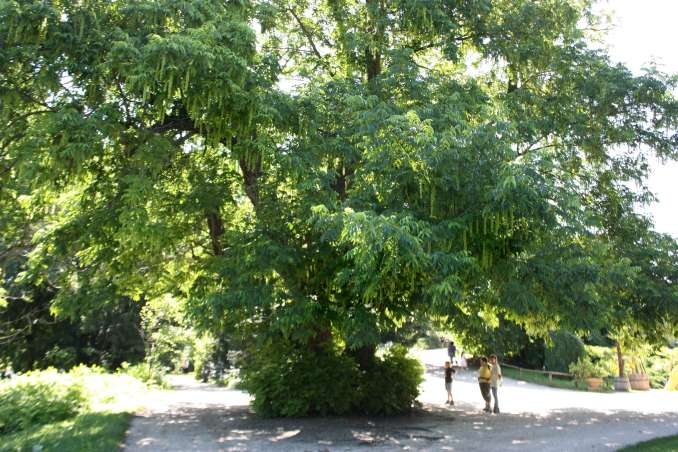
Tvar koruny mohou dokreslit plodenství

Smuteční a převislé formy stromů, pokud to jsou listnáče, mají koruny rozložité a na vrcholu zaoblené, v celkovém obrysu okrouhlé, nebo složené z chomáčů větví a listů, jak je tomu např. u smuteční vrby. Celkový tvar smutečních stromů totiž není dán převislým vrcholem, nýbrž větvemi, které vodorovně odstávají od kmene a když dorostou určité délky, ohýbají se k zemi. Sklon k ohýbání je u převislých listnáčů někdy tak velký, že se kmen musí v mládí vyvažovat do výše, aby byl zachován stromovitý charakter jedince, který teprve v pozdějším věku vytváří normálně rostoucí terminální výhon. Výjimku tvoří jen smuteční buk, který má ve stáří pyramidální korunu. Smuteční jehličiny bývají značně užší než normální variety, neboť jejich větve jsou jednak kratší než u listnáčů, jednak obyčejně splývají již od kmene, nebo vytvářejí dlouhé převisající větve bez hlavního výhonu, jako je tomu u Picea excelsa inversa. Charakter smutečních forem stromů se plně uplatní jen tehdy, jsou-li vysazeny ojediněle, tj. jako solitéry. Ve spojení s normálně rostoucími stromy působí kontrastně a tento kontrast je ještě silnější, přisadíme-li je do blízkosti stromů štíhlých tvarů.

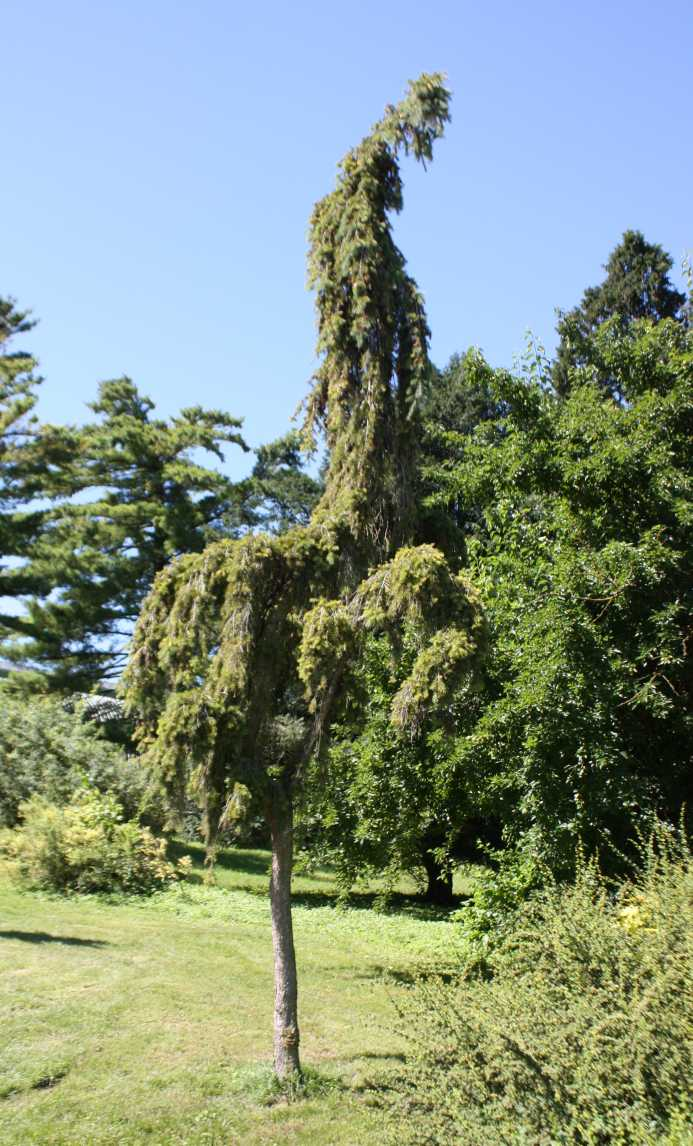
Soliterně vysazený smrk s monstrózním tvarem koruny a vyholeným spodním patrem

##### Monstrózní tvary stromů
Monstrózní stromy se vyznačují širokým obrysem koruny, podobně jako stromy smuteční, jenže jsou bizarní, a to zvláště po opadu listů. Jejich větve jsou značně pokroucené a obrysy koruny nepravidelné, obyčejně složené z obloukovitých tvarů. Monstrózní koruny vytvářejí například javor Acer saccharinum „Wieríi“, akát Robinia pseudoacacia „Tortuosa“, jerlín Sophora japonica „Pendula“. Z jehličnanů všechny kultivary jehličin, označené jako forma, nebo varieta „Monstrosa“ nebo „Tortuosa“, jinak například borovice Pinus aristata, modřín Larix decidua 'Virgata', cypřišek Chamaecyparis obtusa 'Filicoides', 'Crippsii'.

##### Textura koruny
Textura koruny je vytvářena jednak velikostí, tvarem a povrchem listových čepelí, jednak množstvím a seskupením, popřípadě postavením listů na větvích. Velké, masívní, hustě na větévkách přisedlé listy dodávají rostlině hrubou texturu, a tím i celkovou robustnost a větší výraznost, drobné a dlouze řapíkaté listy naopak jemnost a obrysovou měkkost, která při pohledu z dálky se může zdát až mlhovitou. Listy hladké nebo na jedné ploše světlejší dodávají listnatému stromu určitou veselost a třpyt, tedy větší zajímavost, neboť jejich textura se při větru zdánlivě mění. Délka a tloušťka větví a větviček, jejich postavení, počet a vzájemný poměr dodávají stromu určitý ráz nejen v době olistění, nýbrž i v zimě. V zimě se u listnáčů uplatňuje větvení holé koruny nápadněji než v létě, neboť v době vegetace jsou větve pokryty listím. Vzpřímené větve vytvářejí štíhlé a vyšší koruny. Vodorovně rozložené naopak koruny široké a rozložité: silné větve dodávají stromu výraz větší masívnosti, kdežto koruna složená z tenkých větví a větévek je celkově lehčí. Lze zhodnotit, že v působení textury koruny tedy kromě jiných vlastností velmi zásadně působí tvar a postavení větví.
K osazování masívů jsou vhodné stromy s hustou a výraznou texturou především tam, kde je třeba dosáhnout toho, aby světlejší dřevina, nebo skupina kontrastovala na tmavším pozadí. Zbarvení koruny závisí nejen na barvě jednotlivých listů, ale i na hustotě olistění. Z čím tmavších listů je koruna složena a čím hustší je olistění, tím tmavší je i celkové zbarvení stromu.

### Jehličnany

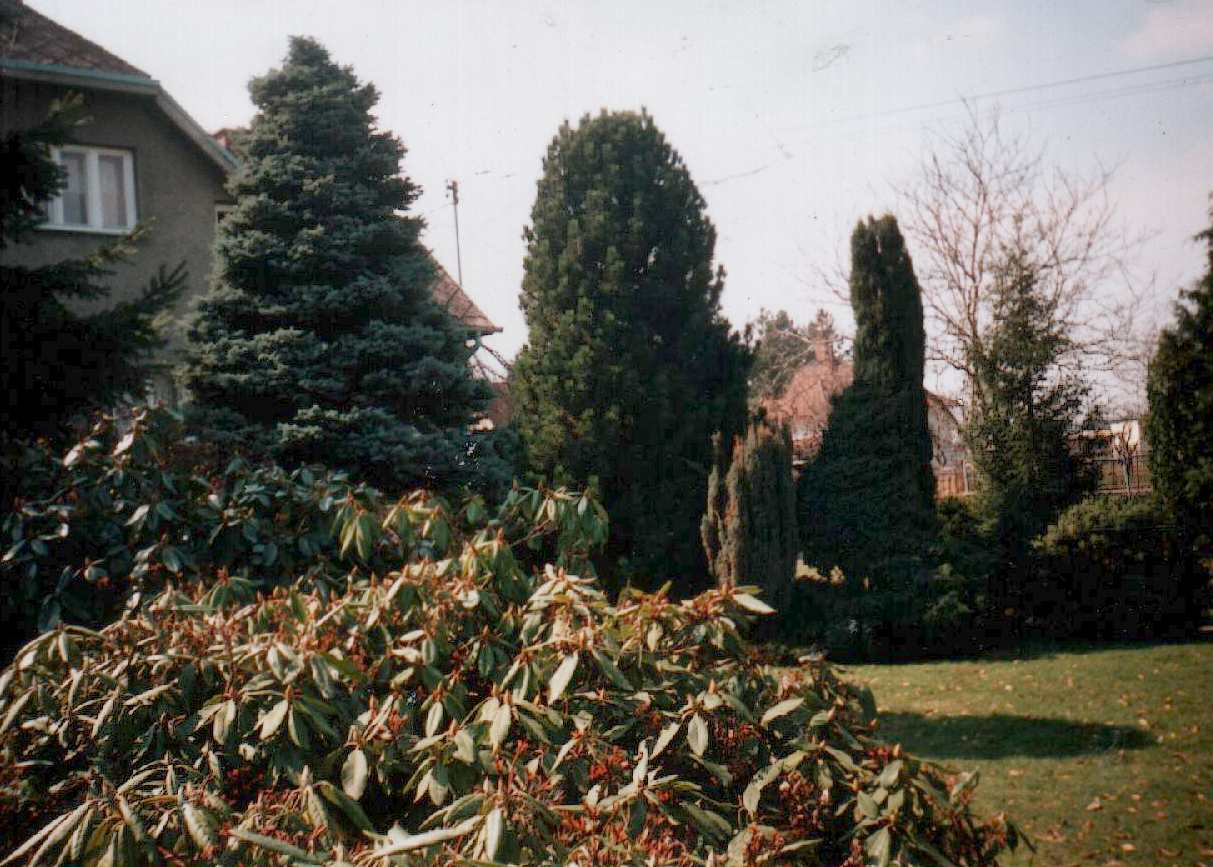
Rozdíly mezi některými jehličnany ve struktuře a habitu

Podle použití v sadovnictví se dělí konifery na dvě hlavní skupiny, a to na jehličnany, které jsou používány především ke krytí (výplňové dřeviny) nebo vytvoření rámce a obrub, a na jehličiny solitérní, jež vysazujeme do míst zvláště exponovaných, kde jsou určeny jako základní nebo zvláště výrazné body v zahradní architektuře. Kromě těchto dvou skupin rozeznáváme typy, používané převážně k pokrytí povrchu půdy (půdokryvné dřeviny). Toto rozdělení však není nikdy absolutní, neboť jednotlivé druhy můžeme použít k různým, často i odlišným účelům. Ke krycím účelům se nejlépe hodí různé druhy dřevin, ale volba vhodných druhů je dána především velikostí plochy a výškou předmětů, které mají být zakryty. Trvalost a pravidelnost tvarů jehličnanů i možnost tvarování některých druhů a odrůd jehličnanů byla důvodem k jejich častému používání v historických a historizujících zahradách s pravidelnou kompozicí (francouzský park). Jehličnany jsou ve svém habitu a v estetickém účinku svérázné. Jejich použitím mohou být vytvořeny jednotvárné, strnulé nebo naopak příliš neklidné skupiny. Důvodem je olistění, tedy negativní stránka se odvíjí od výhod jehličnanů. Větve a listy jehličnanů se ve vánku a větru nepohybují, jejich tvary jsou často velmi pravidelné a někdy až přísné, celkově jehličnany tedy působí strnule. Změny, které jehličnany prodělávají během roku nejsou oproti listnatým dřevinám tolik výrazné.
Jehličnany jsou tedy nejen jedním z nejvýraznějších a kompozici harmonizujích prvků, ale i dřeviny, které v kompozici neměnností účinkují celoročně a trvale. Jejich neměnného výrazu lze použít jako kontrastu oproti kvalitám měnícího se okolí. V létě jehličnany proti světlejší zeleni trávníků a výsadby listnatých rostlin působí temně zelenou barvou, přísným tvarem a často i majestátním habitem chladně, ba dokonce ve velkých skupinách ponuře. V zimě jsou naopak oživujícím prvkem kompozice, který vyvolává pocit tepla. Důležitým a záměrně vyhledávaným momentem je nenapodobitelná krása jehličnanů v zimě, kdy jsou pokryty sněhem. Přispívá k zimnímu půvabu zahrady, nebo parku. Na sněhu vyvolává temná zeleň hmoty jehličin jako velmi výrazný kontrast. Na bílému pozadí sněhu vynikne temné jehličí a výrazně zřetelné větve. Tvar a postavení větví na kmeni ve výsadbě účinkují velmi nápadně. Spíše horizontální větve a náhle více zaoblené tvary vnímá pozorovatel příjemně a zasněžená smrková skupina může působit romanticky, zvláště v období Vánoc. Změna barvy olistění a povrchu jehlic a větví vlivem námrazy (šedavý nádech, bělavý povlak, výrazné krystalky, vrstvičky námrazy a ledu na silnějších větvích) a jinovatky působí díky temnému zbarvení odlišně oproti listnatým dřevinám a celkově velmi dekorativně. Listnaté dřeviny v závoji námrazy naopak často vnímáme jako expresivně působící, tragicky smutné, nebo neživé. Krásným dojmem působí též ojíněné nebo orosené jehličnany.

#### Použití
Většina štíhlých, pyramidálních a vůbec protáhlých stromů je vnímána pozorovateli jako obvyklá pro kopcovité a nerovné terény. Lze takto vhodně využít protáhlé a pyramidální tvary některých jehličnanů. Vysazením úzkých a vzpřímených jehličnanů na nepravidelnosti terénu lze zvýraznit tyto nerovnosti a zdůraznit charakter povrchu. Jehličiny, jejichž linie textury bývají v dospělém tvaru převážně horizontální, kulaté a zklidňující se hodí do všech útvarů terénu. Jehličnany nejdokonaleji maskují méně vzhledné části zahrady a nebo staveb v blízkosti při průhledech do okolí.. Výsadby jehličnanů ve velkém počtu tvoří souvislý a hustý porost. Velká seskupení tvoří vůbec nejtemnější ze všech porostů vůbec, a lze je výborně použít jako kontrastní pozadí za výsadbu výrazně světlých barevných dřevin.,dřevin se světlou borkou a výrazným větvením. Vržené stíny jehličin, jsou také velmi výrazné, toho je třeba dbát velmi pečlivě, aby nebyly vytvořeny příliš tmavé a smutné obrazy. Z toho důvodu je vhodné komponovat jehličnany často ve skladbě se světlejšími odstíny listnáčů.
Do alejí a při úzkém vstupu do budov jsou často používány zvláště přísně působící sloupovité jalovce, cypřišky a túje. Celkově do větších skupin k budovám jsou vhodnější tisy a kleče v kombinaci s listnáči. Z relativně nižších nepravidelných tvarů s horizontálním větvením na velkých plochách jsou často používané především jalovec (J. virginiana) „Tripartita“, (J. chinensis) „Pfitzeriana Aurea“. Pro malebný tvar větví relativně velmi malý průměr koruny je často v menších výsadbách používán smrk Pančičův (Picea omorica). Snáší dobře stejně jako jalovce J. virginiana „Tripartita“, J. chinensis „Pfitzeriana Aurea“ průmyslové ovzduší. Do veškerých výsadeb, do stínu a na výsluní lze doporučit tis (Taxus baccata, Taxus media) a kultivary. Tento jehličnan je ovšem spolu s tújemi jednou z mála velmi jedovatých jehličin. Výsadba takových dřevin není zcela vhodná do objektů mateřských školek a některých dalších zařízení pro nedospělé a nemocné.

##### Jehličnany jako solitéry
Při volbě solitérních jehličin je výběr omezený především řešením zahrady a celkově jejím uspořádáním – zda budeme volit kompaktní výrazný a tvrdý tvar pyramidy nebo polokoule (a tedy aspoň do určité míry uhlazený), nebo jehličinu s korunou malebnější, nepravidelnou nebo dokonce rozsochatou a někdy i řidší, jakou mají borovice. V parcích ve stylu anglického přírodně krajinářského parku se vysazují jako solitéry, hlavně jehličiny s volně rostoucí a malebnou korunou, tj. borovice a douglasky nebo mohutně rostoucí druhy smrků a jedlí, v menších zahradách různé druhy cypřišků, monstrózní formy smrků apod. V pravidelných zahradách naproti tomu převládají kompaktní kulovité nebo pyramidální tvary jehličin, které na zvláště exponovaných stanovištích ještě uměle tvarujeme. Sem se hodí jednak stromy vytvářející pravidelné pyramidy (smrky, jedle, cypřišky), jednak stříhané tisy, túje, cypřišky, nebo nízko rostoucí formy smrků podle toho, jak přísně pravidelné je rozčlenění zahrady.
U solitérně a řídce ve skupinách vysázených jehličnatých stromů usilujeme o to, aby byly zavětveny až k zemi, zvláště u jehličnanů, rostoucích v kuželovitých a sloupovitých tvarech, například u smrků a cypřišů. U jehličnanů borovicovitých typů je to vhodné jen někdy. Také je především zpočátku růstu žádoucí dosáhnout spíše pravidelného větvení s jedním terminálním výhonem. Koruna jehličnatých stromů musí mít dostatek prostoru, neboť její redukce v pozdějším období je nesnadná. Jehličnany proto zásadně nevysazujeme pod elektrická vedení a do těsné blízkosti budov. Poškozený nebo zničený terminál nahrazují zdravé konifery zpravidla velmi snadno a po několika letech nemusí být jeho ztráta vůbec patrná, avšak větve zejména ve spodní části koruny dlouho dorůstají, pokud vůbec. Stejně tak jsou jehličnany ohroženy zastíněním. Úpravy habitu, např. žádoucího zavětvení, kompaktnějšího růstu a zpomalení, ale i zrychlení růstu lze dosáhnout zaštipováním nebo řezem. Porušení habitu může být někdy způsobeno příliš hustým sponem výsadby nebo dokonce vrůstáním sousedních dřevin. Růst jehličin v zápoji má za následek zpravidla odsychání částí zastíněné koruny a někdy i narušení stability dřevin. K prosychání jehličin v zápoji často dochází v důsledku nesprávné výsadby, např. při kombinování jehličnatých stromů s podrostem, který vrůstá do skupiny nebo dokonce přerůstá dřeviny a znehodnocuje je.

##### Půdopokryvné keříky nebo trvalky
Někdy je důležité vysazovat do kompozice již odrostlejší jehličnany, neboť rostliny podsazované jsou vzrůstnější a vyžadují častou redukci, aby nekonkurovaly koniferám. K poškozování dochází též při sekání trávníků, např. osekáváním spodních větví. Proto se kolem mladších sazenic udržují mísy v černém úhoru, nebo ošetřené vhodným herbicidem. Zásadně nelze doporučit běžnou výsadbu zakrslých a plazivých typů přímo do volného trávníku, zvláště tam, kde není zajištěna pravidelná, intenzívní údržba. Skupiny zakrslých a plazivých konifer vysazujeme zásadně do odpleveleného záhonu, který podle potřeby můžeme zahustit výsadbou vhodných nízkých trvalek, nebo použít vhodný mulč. Poškození habitu konifer může někdy nastat i v důsledku polámání těžkou sněhovou přikrývkou, někdy též přimrznutím větví nebo přetížených kmenů k zemi. Takovéto situace je nutno hlídat a škodám zabránit. Obdobně jsou některé konifery okusovány zvěří (nejvíce Taxus, Abies, některé druhy Juniperus, Pinus aj.) nebo poškozovány působením psí moči. Při vzájemných kombinacích solitér jehličnatých dřevin nesmíme zapomenout na jejich tvarovou a barevnou specifičnost. Pokud nemáme předběžné praktické zkušenosti nebo vhodné vzory, nedoporučujeme např. vzájemné kombinace stromů s borovicovitým a cypřišovitým habitem. Při výsadbě výrazných tvarů (např. úzce sloiipovitých) usilujeme raději o vytvoření nepravidelně rozvolněné skupiny (nebo o opakování několika různě velkých skupin), než abychom porost nahodile rozptylovali. U menších porostních skupin (od 3 do 9 kusů) je vhodnější používat lichý počet exemplářů ve skupině (3, 5, 7, 9); u větších porostních skupin již jejich počet nevnímáme. U barevných sestav je vhodnější kombinovat exempláře jednoho vybarvení s druhy a odrůdami základního vybarvení, nikoliv pestrolisté exempláře různých barev vzájemně pomíchat. Barevná specifičnost pestrolistých odrůd vynikne lépe, použijí-li se v omezeném rozsahu. Jejich masová výsadba může působit až kýčovitě.

##### Živý plot
Živé ploty a stěny z konifer jsou vzhledem k technickým i dekoračním vlastnostem jehličnanů oblíbeny. Vysazované konifery se mají při výsadbě tvarovaného živého plotu téměř dotýkat svými spodními větvemi. U tvarovaných živých plotů se musí dbát na vytvoření vyrovnaných podmínek v celé linii plotu. U plotů vysokých nad 60 cm lze doporučit řez mírně kónický (plot se mírně zužuje směrem nahoru, přičemž se lépe udrží zavětvení spodních partií). Z nižších jehličin se hodí na živé ploty zejména tisy i různé odrůdy tújí a cypřišků, které dobře snášejí řez. Kromě stříhaných plotů a stěn lze použít k členění prostoru i zapojení volně rostoucí konifery, zvláště tisy, zeravy a rozložité jalovce, a pro nízké plůtky též zakrslé smrky, zeravy a cypřišky.

##### Skalky a vřesoviště
Široké uplatnění mají konifery ve skalce. Mnohdy nemusí jít pouze o jejich konkrétní výsadbu přímo v některé partii alpína, ale spíše o přirozené a nenásilné začlenění skalky v prostoru zahrady. Aby alpínum tvořilo se zahradou jeden kompoziční celek a aby přitom mohla vyniknout jeho rozmanitá krása, potřebuje optické oddělení od ostatních částí zahrady. Výškovou gradací porostu jehličnatých dřevin lze také navodit iluzi svahu a dosáhnout tak pohledového zakončení alpína.
Ve skalce je vhodnější soustředit jehličnany do souvislejšího útvaru. Nepromyšlené „posetí" alpína koniferami působí zpravidla chaotickým dojmem, nepravdivě. Ucelenější útvary konifer v alpínu navozují iluzi pásma kosodřevin, nebo horní hranice lesa a nepůsobí negativně nevyvážeností kompozice. Při konkrétní výsadbě dbáme, aby cennější, hlavně mladé nebo zakrslé druhy nebyly znehodnocovány agresivními typy trvalek a skalniček. Nízké souvislé pokryvy z jehličnanů zakládáme zásadně do odpleveleného záhonu. V travním porostu je jejich údržba a odplevelování neúměrně pracné a prorůstající tráva mnohdy výsadbu úplně znehodnotí.
Z nejnižších jehličnanů (vysokých asi 20–60 cm) lze do skalek a vřesovišť doporučit zvláště plazivé a poléhavé druhy a odrůdy, jako jsou Juniperus communis ,Hornibrookii' a 'Repanda', J. chinensis 'Sargentii', J. horizontalis 'Douglasii', 'Glauca', 'Humilis', 'Plumosa', 'Prostrata' a 'Wiltonii', J. procumbens 'Nana', J. sqamata 'Blue Carpet', J. virginiana 'Reptans', Microbiota decussata, Pinus mugo 'Slavinii', Picea abies 'Procumbens', Taxus baccata 'Repanda Aurea'. Pro nižší souvislé porosty (70–150 cm) zvláště Juniperus sabina 'Tamariscifolia', J. communis 'Depressa', 'Depressa Aurea', J. communis var. 'Montana', J. chinensis 'Pfitzeriana Compacta', J. squamata 'Blue Star', J. virginiana 'Grey Owl', Picea abies 'Nidiformis', 'Tabuliformis', Pinus mugo 'Gnom', P. mugo var.'Pumilio', Taxus baccata 'Repanda', T. cuspidata 'Nana', T. x media 'Thayerae', Tsuga canadensis ']eddelhoh', Thujopsis dolabrata 'Nana'.

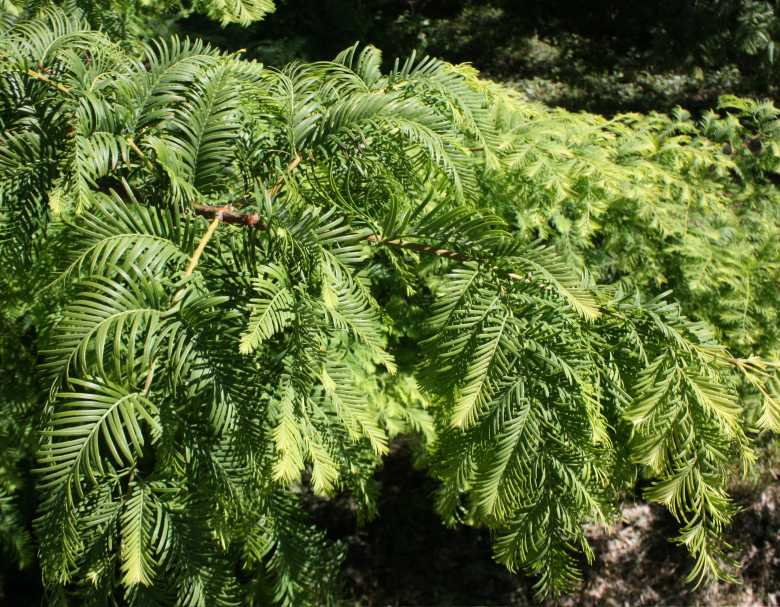
Opadavý jehličnan Taxodium

##### Barevnost jehličnatých dřevin
Barevná krása jehličnatých dřevin představuje barevnou paletu od stříbřitých, sivých, modravých, celé široké stupnice zelených, ale i žlutých, hnědavých až nafialovělých barev a odstínů jehlic.
V základním členění barevné stupnice lze vytvořit tyto skupiny:
- světle zelené druhy a odrůdy, např. modřín opadavý (Larix decidua), kryptomerie japonská (Cryptomeria japonica), tisovec dvouřadý (Taxodium distichum) aj.,

- zelené druhy a odrůdy, např. smrk ztepilý (Picea excelsa), zerav západní (Thuja occidentalis), smrk omorika (Picea omorika), jinan dvoulaločný (Ginkgo biloba),

- temně zelené druhy a odrůdy, např. tis červený (Taxus baccata), borovice lesní (Pinus silvestris), borovice černá (Pinus nigra)

- stříbřité až sivé druhy a odrůdy, např. smrk pichlavý (Picea pungens), jalovec Meyerův (Juniperus squamata 'Meyeri'), jedle ojíněná (Abies concolor)

- žluté a žlutě panašované druhy a odrůdy , např. žlutolisté odrůdy jalovce čínského (Juniperus chinensis), žlutolisté odrůdy cypřišku Lawsonova, (Chamaecyparis lawsoniana) cypřišku hrachonosného (Ch. pisifera), cypřišku tupolistého (Ch. obtusa).

- ostatní pestrolisté druhy a odrůdy, např. Chamaecyparis lawsoniana 'Albovariegata', Juniperus sabina 'Variegata', Ginkgo biloba 'Variegata'.[2]

##### Další výrazné znaky
Struktura a barva borky
K dalším důležitým dekorativním znakům jehličnanů, které lze využít v zahradách, patří zbarvení a struktura kůry nebo borky. Uplatní se hlavně u starších exemplářů dřevin. K nejkrásnějším patří kmeny borovic, především domácí borovice lesní (Pinus silvestrís), ale velmi zajímavé jsou i další druhy a odrůdy (Pinus bungeana, P. nigra ajj, dále např. tisovec (Taxodium), metasekvoje (Metase-quoia), modřín (Larix), cypřišek hrachonosný (Chamaecyparis pi-sifera) a tis červený (Taxus baccata). Za zmínku stojí i šedavě brachyblasty jinanu dvoulaločného (Ginkgo biloba).
Květy a plodenství
Tvarem , nebo barvou mohou květy (květenství) a plody (plodenství) doplnit okrasné působení jehličnatých dřevin. Ať již to jsou červené (fialkové) samičí šištice modřínu (Larix decidua), nebo červené, nahoře otevřené míšky tisu (Taxus), popř. bizarní tvary borových šišek, z nichž vynikají např. šišky borovice Lambertovy (Pinus lambertiana), borovice Bungeovy (P. bungeana), borovice těžké (P. ponderosa), borovice Jeffreyovy (P. jeffreyi), borovice Coulterovy (P. coulterii), borovice himálajské (P. griffithii) aj. K dalším vyhledávaným plodům patří zejména šišky cedrů (Cedrus), ale i některých smrků (Picea omorika, P. polita), jedlí (Abies koreana, A. pinsapo ajj a bobulo-vitých šištic jalovců (Juniperus virginiana, J. communis).
Jehlice
Výraznost solitéry , stejně jako dřeviny, která součástí skupiny ovlivní výrazně tvar a velikost jehlic nebo šupin. K vyhledávaným jehličnanům proto patří zejména borovice s mohutnými jehlicemi, jako např. borovice Jeffreyova (Pinus jeffreyi), borovice těžká (P. ponderosa) a borovice černá (P. nigra), nebo borovice s jehlicemi výrazně dlouhými , například borovice hedvábná Pinus strobus. Pro zajímavé listové stonky jsou vyhledávány pajehličníky (Sciadopitys verticillata) a pro vějířovité, dvoulaločné, dlouze stopkaté listy jinan (Ginkgo biloba). Zajímavé jsou též druhy výrazné bohatě pryskyřičnými pupeny, jehlicemi nebo šišticemi. K takovým druhům patří borovice osinatá (Pinus aristata), jedle balzámová (Abies balsamea) a řada dalších.
Při použití blízko cest a odpočívadel může být okrasným znakem dřeviny i výrazná kresba na listech. Typické jsou například výrazné bělavé pruhy na rubu jehlic u jedlí (Abies veitchii, A.concolor) smrků (Picea omorika) nebo bělavé šedá rubová strana jehlic některých borovic (např. Pinus strobus, P. schwerinii). Také u některých cypřišovitých jehličnanů je výrazná kresba na listech. Je tomu tak např. u zeravu Standishova (Thuja standishii) a zeravu řasnatého (Thuja plicata). U mnoha cypřišků, například cypřišku Lawsonova a tupolistého (Chamaecyparis lawsoniana a Ch. obtusa) je také viditelná kresba na větvičkách připomínající písmeno X (na rubu šupinovitých listů). Pozorovatel je však ocení dekorativní detail pouze při pozornějším pohledu. Jalovec obecný (Juniperus communis) má bělavý pruh na líci, takže celá dřevina vypadá našedle ojíněná, což je právě atraktivní v partiích vřesovišť.
Vyhledávaná je rovněž skupina jehličnatých dřevin s výrazně lesklým listem, který činí strukturu olistění dřeviny ještě výraznější. Ze zástupců lze uvést zvláště jedle Abies alba, A. cephalonica, A. concolor A. nordmaniana, A. homolepis, A. veitchii, A. balsamea, A. grandis, douglaska Pseudotsuga menziesii, jedlovec Tsuga canadensis, nebo zeravy Thuja plicata a T. standishii.
Některé jehličnany mohou vynikat také výraznou, zpravidla pryskyřičnou vůní. Tak je tomu u smrků, jedlí, douglasek a borovic (např. Pinus banksiana). Po rozetření listů i některých dalších, třeba cypřišovitých jehličnanů, lze vnímat příjemné (pro mnohé lidi) a typické vůně (např. u zeravů Thuja occidentalis, T. plicatá).

#### Zahradnicky významné rody jehličnanů
Jedle
Jedlím (Abies) se daří v dobré půdě s dostatkem vláhy. Je však většinou (mimo Abies concolor) choulostivá na kouřové plyny. V sadovnictví často používané druhy:
- Abies alba – vysoká až 30 m se světlou kůrou, pro vlhčí půdy; pro větší zahrady a k chatám.
- Abies balsamea 'Nana'– zakrslá, vysoká až 120 cm; pro skalky a menší zahrádky.
- Abies concolor – vysoká až 20 m s dlouhým šedozeleným jehličím.
- Abies concolor 'Compacta' – zakrslá, vysoká až 1 m, keřovitá; proskalky a menší zahrady,
- Abies homolepis – menší, 8–10 m vysoká, pravidelná, odolný druh i pro menší zahrady.
- Abies lasiocarpa arizonica 'Glauca' – vysoká 8–10 m, široce pyramidální vzrůst, stříbrošedé jehličí.
- Abies pinsapo 'Glauca' – 6–8 m vysoká, rostoucí do šířky, s modrošedým pichlavým jehličím, odolná proti namrzání.

Cypřišek
Cypřišek (Chamaecyparis) má keřovitý až jehlancovitý vzrůst, je velmi podobný tújím. Dobře roste v zahradní půdě s dostatkem vláhy. Nejčastěji používané kultivary:
- Chamaecyparis lawsoniana 'Alumii' – vysoký až 10 m, štíhlý, jehlancovitý kultivar, s modravě šedým olistěním.
- Chamaecyparis lawsoniana 'Elwoodii' vysoký 1,5–2 m, modrozelené olistění, kuželovitý, hustý vzrůst, roste pomalu.
- Chamaecyparis lawsoniana 'Lane' – vysoký až 4 m, štíhlý jehlancovitý kultivar se zlatožlutým olistěním.
- Chamaecyparis nootkatensis 'Glauca' – vysoký až 5–8 m, kompaktní, pyramidálně rostoucí kultivar se šedomodrým olistěním.
- Chamaecyparis nootkatensis 'Lutea' – vysoký až 5 m, hustý, pyramidální, na jaře při rašení světle žluté, později v létě světle zelené olistění.
- Chamaecyparis nootkatensis 'Pendula' – vysoký 10–12 m, široce větvený, větve převisají; zajímavý a pěkný jako solitéra.
- Chamaecyparis nootkatensis 'Viridis' – vysoký 5–8 m, úzce sloupovitý kultivar s intenzivně zeleným olistěním.
- Chamaecyparis obtusa 'Nana Gracilis' – vysoký až 1 m, pomalu rostoucí, zakrslý, keřovitý růst.
- Chamaecyparis pisifera 'DwarfBlue' – vysoký do 1 m, zakrslý, šedomodré olistění, vhodný pro skalky.
- Chamaecyparis pisifera 'Filifera' – vysoký až 3 m, rozložitý vzrůst, jemné převisající větévky světle zelené barvy.
- Chamaecyparis pisifera 'Nana' – vysoký nejvýše 1 m, modrozelený, zakrslý, polštářovitý.
- Chamaecyparis pisifera 'Nana Aureo-variegata' – podobný Chamaecyparis pisifera 'Nana', žlutě žíhané olistění.
- Chamaecyparis pisifera 'Squarosa' – vysoký až 5 m, široce pyramidální, šedomodré olistění.
- Chamaecyparis pisifera 'Squarosa Dumosa' – zakrslá kulovitá forma, vysoký až 1 m, s namodralým olistěním.[2]

Jalovec

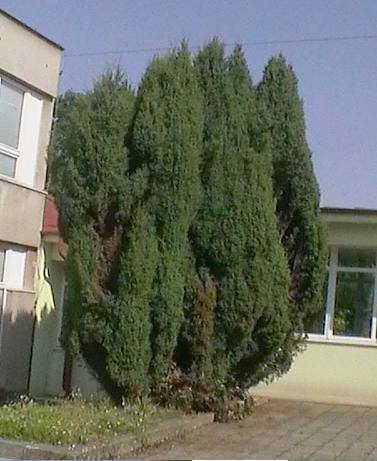
Jalovec obecný má nezaměnitelný vzhled,který omezuje možnosti jeho použití

Jalovec (Juniperus) je dřevina plazivého, keřovitého, nebo sloupovitého vzrůstu. Jalovce snášejí dobře sucho, horší půdu a preferují výsluní. Je vypěstováno mnoho různých kříženců, kultivarů jalovců pro použití v různých podmínkách. Nejpoužívanější kultivary:
Jalovec čínský
- Juniperus chinensis 'Blaauw's Varietät' — keřovitá forma vysoká až 1,5 m, se šedomodrým olistěním.
- Juniperus chinensis 'Hetzii' — keřovitý až poléhavý vzrůst, šedomodré olistění, dosahuje až 1,5 m.
- Juniperus chinensis 'Keteleeri' — široce pyramidální vzrůst, vysoký až 5 m, šedozelené jehlice.
- Juniperus chinensis 'Mountbatten' — hustý, pyramidální vzrůst, vysoký 2–3 m, šedomodré olistění.
- Juniperus chinensis 'Pfitzeriana' —jeden z nejvděčnějších, široce keřovitý vzrůst, vysoký až 2—3 m, šedozelený.
- Juniperus chinensis 'Pfitzeriana Aurea' — podobný Juniperus chinensis 'Pfitzeriana' , při rašení zlatožlutý, v zimě bronzový nádech jehlic.
- Juniperus chinensis 'Plumosa Aurea' — rozložitý vzrůst, vysoký až 2 m, olistění intenzívně zlatožluté.
- Juniperus chinensis 'Plumosa Aureo-varigata' — vysoký 1—1,5 m, hustý, jemně větvený, zakrslá forma, konce větévek zlatožluté.

Jalovec obecný
- Juniperus communis je domácí, poruze na světlo náročný druh, hodící se velmi dobře do vřesovišť a menších výsadeb štíhlé, keř s hustoukorunou pyramidálního tvaru se šedozelenými jehličkami; dosáhne výšky až 2—3 m.
- Juniperus communis 'Depressa' — nízký (20—30 cm), plazivý vzrůst, pro skalky a pokrytí slunečných svahů.
- Juniperus communis 'Depressa Aurea' — podobný předešlému, při rašení má intenzívně zlatožluté olistění, později světle žluté.
- Juniperus communis 'Hornibrookii' — plazivý vzrůst (30—40 cm), šedozelené ostré jehličky.
- Juniperus communis 'Stricta' (syn. J. communis 'Hibernica') — velmi oblíbená a vděčná forma sloupovitého jalovce, výška až 3—4 m.

Jalovec vodorovný
- Juniperus horizontalis 'Glauca' — zcela nízká (10—20 cm) plazivá forma, intenzívně modré olistění.

Jalovec chvojka

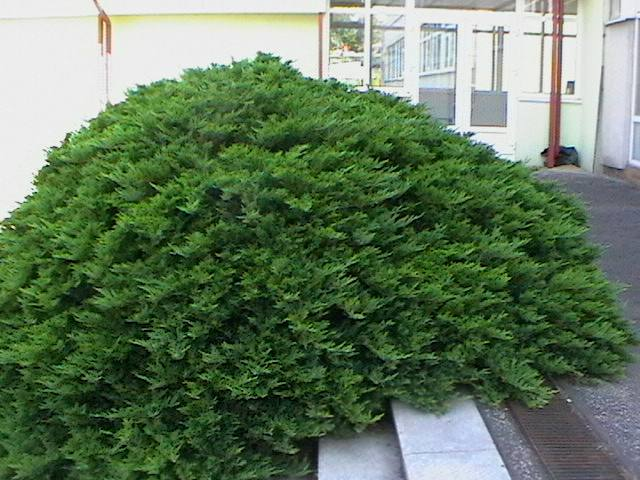
Poléhavé druhy jalovců jsou oblíbené pokryvné a podrostové dřeviny

- Juniperus sabina — poléhavý vzrůst, vysoký až 1,5 m, vytváří husté porosty, šedozelené barvy, rychle roste.
- Juniperus sabina 'Hicksii' — vysoký 1,30—1,50 m, zvlášť široce rostoucí forma se šedozeleným olistěním.
- Juniperus sabina 'Tamariscifolia' — nízký (40—50 cm), hustý, široce rozložitý, zelené, šedomodré olistění.

Jalovec skalní
- Juniperus scopulorum 'Blue Heaven' — široce pyramidální vzrůst, šedozelené až stříbřité olisténí.

Jalovec šupinatý
- Juniperus squamata 'Meyeri' — keřovitý vzrůst, vysoký až 2—3 m, hustě větvený, se stříbřitě modrými jehlicemi.

Jalovec viržinský
- Juniperus virginiana 'Burkii'— široce pyramidální vzrůst, vysoký až 3—4 m, ledomodré až stříbrošedé olistění.
- Juniperus virginiana 'Canaertii' — široce pyramidální, bujný vzrůst, vysoký až 5–6 m, s tmavě zeleným olistěním.
- Juniperus virginiana 'Glauca' — štíhlý, vysoký až 4 m, v mládí poněkud nepravidelný vzrůst, šedomodré olistění.
- Juniperus virginiana 'Pyramidalis Hilii' — široce pyramidální, bujného vzrůstu, vysoký až 8 m, šedomodré olistění.
- Juniperus virginiana 'Schotii' — široce sloupovitý vzrůst, vysoký 2—3 m, sivé zelené olistění.
- Juniperus virginiana 'Tripartita' — keřovitý vzrůst, vysoký až 2 m, modrozelené až zelené olistění.
- Juniperus virginiana 'Skyrocket' – různě úzce sloupovitý vzrůst, vysoký 3 až 5 m, modravé sivě zelené olistění.[2]

Modřín
Modřín opadavý (Larix decidua) – sadovnicky nejběžněji používaný druh tohoto rodu opadavých jehličnatý dřevin. Rychle roste a dosahuje výšky až přes 30 m. Z dospělého stromu nebezpečně opadávají velké suché větve.
Smrk
Smrk (Picea) – významný rod krasných dřevin. Zahrnuje mnoho kultivarů vysoké hodnoty, použitelných jako solitéry, výplňové dřeviny, podrost, i zakrslé dřeviny vhodné do skalek. Používané kultivary:
- Picea abies — domácí druh, rychle roste a dosahuje výšky až 30—40 m. Hodí se i do živých plotů, nesnáší zastínění, suchý vzduch, zasolení a exhalace.
- Picea abies 'Columnaris' — úzký sloupovitý vzrůst, vysoký až 10 m, krátké větve, sytě zelené jehličí.
- Picea abies 'Cupressina' — hustý, štíhle pyramidální vzrůst, výška do 15 m, tmavě zelené jehličí.
- Picea abies 'Maxwellii' — zakrslý, vysoký do 50 cm, ploše kupovitý vzrůst, krátké jehličí, pomalu roste.
- Picea abies 'Nidiformis' — zakrslý, dosahuje výšky 1—1,5 m, má rozcuchaně hnízdovitý tvar.
- Picea abies 'Remontii' — pravidelně kuželovitý vzrůst, zakrslý, dorůstá výšky až 2 m.
- Picea abies 'Repens' — poléhavý vzrůst, vysoký nejvýše 30 cm, husté, krátké jehličí.
- Picea glauca 'Conica' — zakrslý, kuželovitý vzrůst, vysoký až 3 m. Roste pomalu.
- Picea glauca 'Echiniformis' — velmi zakrslý, kupovitý vzrůst, dorůstá výšky 50—80 cm, jehličí husté, drobné, pichlavé. Pomalu roste.
- Picea omorika — hustý pyramidální vzrůst, výška přes 15 m.
- Picea omorika 'Nana' — hustý, kompaktní vzrůst, pomalu roste a dosahuje nejvýše 1 m výšky.
- Picea pungens 'Argentea' — stříbrný smrk — odolný, na půdu nenáročný, dosahuje výšky až 20 m, vhodný pro velké zahrady a parky.
- Picea pungens Glauca Globosa' — zakrslý „stříbrný“ smrk — keřovitý vzrůst, dosahuje výšky do 1 m.
- Picea pungens 'Glauca Kosteri' — „stříbrný“ smrk —- dotahuje výšky až 20 m, modravě stříbřité jehličí. Je vhodný pro velké zahrady a parky.

Borovice
Borovice (Pinus) — většinou vyšší stromy, přizpůsobivé, nenáročné na půdu i polohu.
Častěji používané kultivary:
- Pinus aristata — pomalu roste, dosahuje výšky až 8 m, zvláštní řídl vzrůst, krátké jehličí.
- Pinus cembra — limba — otužilá horská borovice hustého vejčitého vzrůstu, pomalu roste a dosáhne výšky až 8—10 m.
- Pinus jeffreyi — velké krásné stromy s dlouhým (až 20 cm) jehličím, dosáhne výšky až 25 m; pro půdy s dostatkem vláhy.
- Pinus mugo — borovice kleč, kosodřevina — roste všude a v\ tváří keře vysoké až 3—4 m.
- Pinus mugo 'Mughus' — zakrslá, poléhavá kleč — tvoří porosty až 2 m vysoké.
- Pinus mugo 'Pumilio' —velmi zakrsle rostoucí kleč, vysoká nejvýše 1 m; vhodná do skalek i malých zahrad.
- Pinus nigra — vysoká až 20 m, tmavé jehličí, velmi otužilá i exhalacím, odolná.
- Pinus parviflora 'Glauca' — menší, vysoká až 5—8 m, široce rozložená, jehličí světle modrozelené.
- Pinus silvestris — domácí druh borovice s červenou kůrou, velmi nenáročná.
- Pinus silvestris 'Pumila' (synonymum P. silvestris 'Watereri') — zakrslá, vysoká 2 m, vejčitý vzrůst, modrozelené jehličí.
- Pinus strobus — vejmutovka — velká, vysoká až 30m,s velmi jemným modravě zeleným jehličím; pro vlhčí hlinitou půdu.[2]

Tis
Většinou pomaleji rostoucí keřovité jehličnany, vzácněji nízké stromy, s tmavým jehličím. Snáší velmi dobře polostín i stín. Roste ale i na slunci. Je nenáročný na půdu, má raději dostatek vláhy, ale snese i sušší podmínky.
- Taxus baccata — domácí druh keřovitého vzrůstu, starší rostliny tvoří stromy vysoké až 10 m.
- Taxus baccata 'Dowastoniana' — dosahuje výšky 3—4 m, tvoří kmen s vodorovně postavenými větvemi, větévky převislé.
- Taxus baccata 'Dowastoniana Aureo-variegata' — žlutě žíhaná forma, dosahuje výšky 2—3 m.
- Taxus baccata 'Erecta' — vzpřímeně keřovitý vzrůst, vysoký nejvýše 3 m, temně zelené jehličí; vhodný na úzké a řídké, obzvláště pomalu rostoucí, stálezelené živé ploty.
- Taxus baccata 'Repandens' — poléhavá zakrslá forma, dosahuje výšky 50—60 cm.
- Taxus baccata 'Washingtonii' — kompaktní až kulovitý vzrůst, vysoký 1,5—2 m, jehličí v létě žlutozelené, v zimě zlatově bronzové.
- Taxus cuspidata 'Nana' — nízký, plazivý (šířka až 4 m) vzrůst, výška 1 m.
- Taxus media 'Hicksii' — štíhlý, sloupovitý vzrůst, vysoký 1,5 m, velmi odolný a pěkný.[2]

Zerav

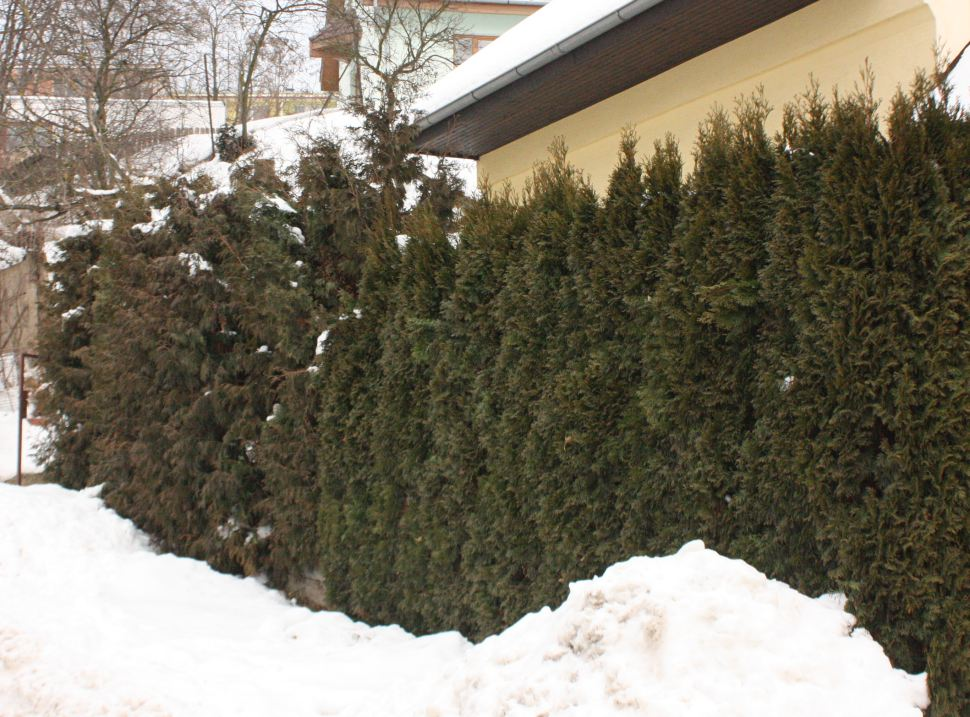
Živý plot z dvou odlišně rostoucích kultivarů túje (Thuja occidentalis)

Jehličnan většinou široce sloupovitého, nebo kuželovitého růstu. Mnoho kultivarů, zejména druhu zerav západní (Thuja occidentalis) bylo šlechtěno pro stálezelené živé ploty. Některé kultivary jsou zakrslé, keřovitého tvaru, nebo různě barevné.
Nejčastěji používané kultivary:
- Thuja occidentalis 'Ellwangeriana Rheingold' — nízká, kuželovitě rostoucí zlatožlutá forma, vysoká do 1,5 m.
- Thuja occidentalis 'Umbraculifera' — nižší zakrslá forma, vysoká do 1,5 m, s tenkými modravými větévkami.
- Thuja occidentalis 'Viridis' — hustě jehlancovitá, sytě zelená forma, vhodná na živé ploty, dobře se tvaruje.
- Thuja occidentalis 'Smaragd' — hustě jehlancovitá, sytě zelená forma, vyšlechtěna pro živé ploty,nevyžaduje tak často tvarování.
- Thuja occidentalis 'Malonyana' — velmi úzce sloupovitá, sytě zelená barva, používaná na živé ploty, není příliš vhodná, nemusí se téměř tvarovat.[2]

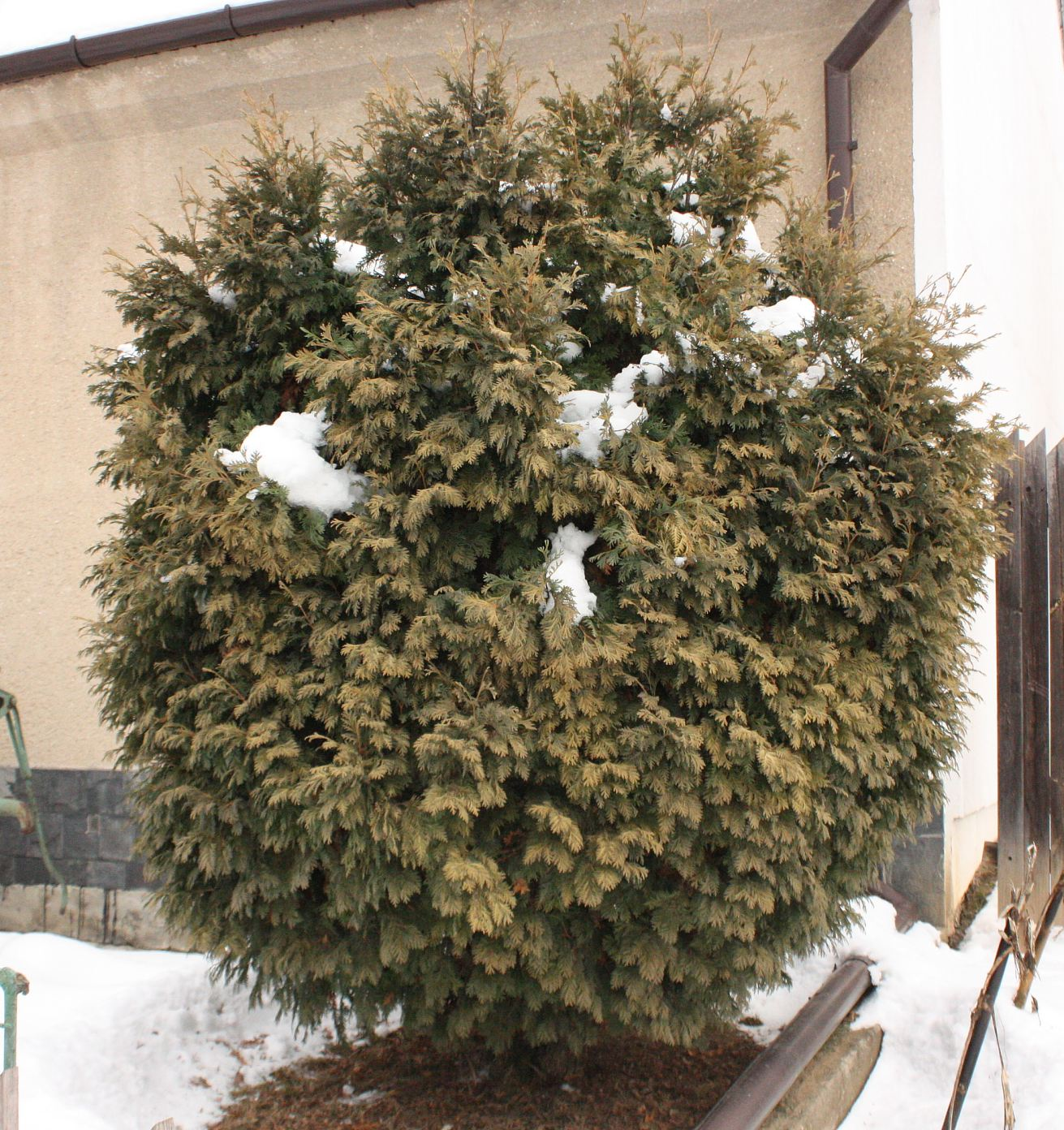
Kulovitý barevný kultivar túje (Thuja occidentalis)

### Stálezelené dřeviny
Stálezelené dřeviny jsou v sadovnické terminologii listnáče, které neshazují každoročně list. Tvarem sice odpovídají spíše opadavým keřům, ale svou temnou zelení jehličinám. Stálezelené dřeviny se uplatňují všude tam, je třeba vytvořit trvalé dekorace , zejména v zimním období. Stálezelené dřeviny jsou většinou poněkud choulostivé, takže se vysazují se jen na takových stanovištích, kde nebudou trpět mrazem, sluncem nebo suchem. Je vhodné stanoviště v polostínu a na severním svahu. Na exponovaných místech, na výsluní a v mrazových kotlinách, je vhodné dát přednost jehličinám.
Stálezelené dřeviny jsou výrazným prvkem skladby, a rostou-li dobře, projevují se jako zvlášť ušlechtilé a cenné rostliny. Proto se vysazují nejčastěji na výrazná místa, tj. hlavně jako dekorace budov, vchodů, schodišť a uměleckých výtvorů a v pravidelných zahradách jsou používány i jako význačné body na rozcestích a v květinových rabatech.
V přírodně krajinářských zahradách stálezelené dřeviny tvoří často popředí nebo podrost vyšším stromům, které jim zároveň dodávají určitou ochranu. Poněvadž se od jehličin liší méně než od listnáčů, mohou s jehličinami tvořit přímo uzavřenou skupinu, v níž jsou nejnižšími členy. Mají-li stálezelené dřeviny být předsadbou listnáčů, je lépe,jsou-li skupinou oddělenou. Pouze ve velkých parcích mohou být dřevinou podrostovou. Stálezelené dřeviny se nejlépe uplatní pod borovicemi a pod duby. Vřes a vřesovec rostou dobře i pod břízami. Jako podrost jsou nejvhodnější pro zahrady a parky břečťany a barvínek, z vyšších druhů slivoň Prunus laurocerassus a pěnišník Rhododendron cunninghamii.

### Opadavé stromy a keře
Největší díl porostů v krajině v ČR, v zahradách , i v parcích tvoří listnáče. Dřeviny, jejichž asimilačními orgány jsou listy. Na jaře raší, postupně se vyvíjejí a na konci vegetačního období odumírají a opadávají. Tento cyklus se pravidelně a každoročně opakuje. U mnoha druhů a variet tuto proměnu ještě doprovází odlišné zbarvení olistění při rašení na jaře a při opadu listů na podzim. Některé druhy se mimoto vyznačují i nápadnými květy, nebo plody. Mezi jehličnany je proměnlivost v olistění zastoupena jen u několika rodů. U druhů z naší domácí flóry je to u rodu modřín (Larix), z exotických opadavých dřevin se někdy pěstují rostliny rodu tisovec Taxodium, pamodřín Pseudolarix a jinan Ginkgo.
Fyziologicky se rostliny opadem listů chrání poškozením mrazem, a před ztrátami vody, neboť by jinak nestačily při omezeném příjmu vláhy ze zamrzlé půdy nahrazovat vodu, kterou listy vypařují. V zimě se tedy většina našich dřevin chová jako některé xerofytní rostliny, které se také přes období sucha v teplých a suchých oblastech chrání opadem listů.
Na rozdíl od temné zeleně stálezelených dřevin a jehličin jsou opadavé dřeviny celkově lehčími a měkčími prvky v estetice zahradní kompozice. Je to způsobeno právě méně tuhými listy, kterými prosvítá více světla a pohybují se velmi dynamicky ve větru, čímž působí dojmem lehkosti. Z dálky může být někdy koruna listáčů světlá, lehká a závojovitá., zvláště u rostlin s vykrajovanými a laločnatými listy.

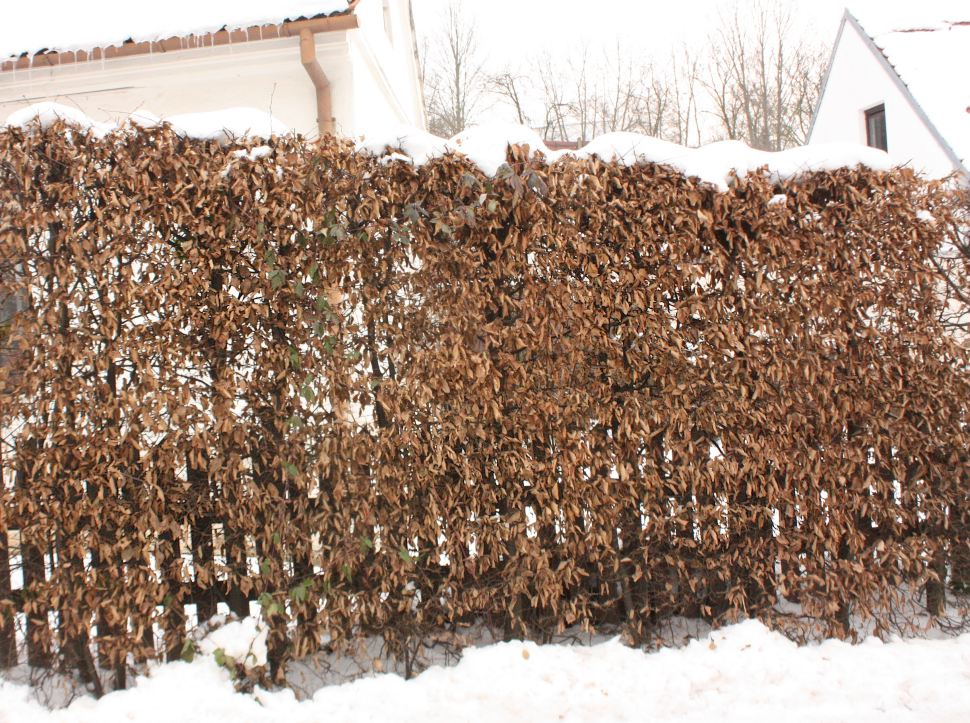
Živý plot z habru v zimě působí především strukturou větví

#### Působení tvaru listů opadavých dřevin
Dřeviny s vejčitými listy
Dřeviny s vejčitými listy, jako mají buky, habry, jilmy, kaštany a magnólie ,nebo srdčité listy lípy, olše, katalpy, Paulownie apod., vyvolávají při použití v sadovnické kompozici dojem masívnosti a hustoty. Obzvláště jsou-li současně listy i tmavé barvy. Působí výrazně i na dálku, ať jsou listy rozloženy stejnoměrně, nebo ve výrazných chomáčcích.
Dřeviny s protáhlými, úzkými a čárkovitými listy
Listy vrb, řešetláku některých kultivarů dubu a úzkolistých odrůd jiných stromů jsou zřetelně patrné jen zblízka. Při pohledu z dálky se jednotlivě ztrácejí a struktura stromů je jednotná. Jen tehdy, jsou-li sestaveny v hustých chomáčcích, mezi nimiž prosvítá obloha nebo naopak zůstávají prostory silně zastíněné, je struktura stromu dobře patrná.
Dřeviny s dlanitými listy

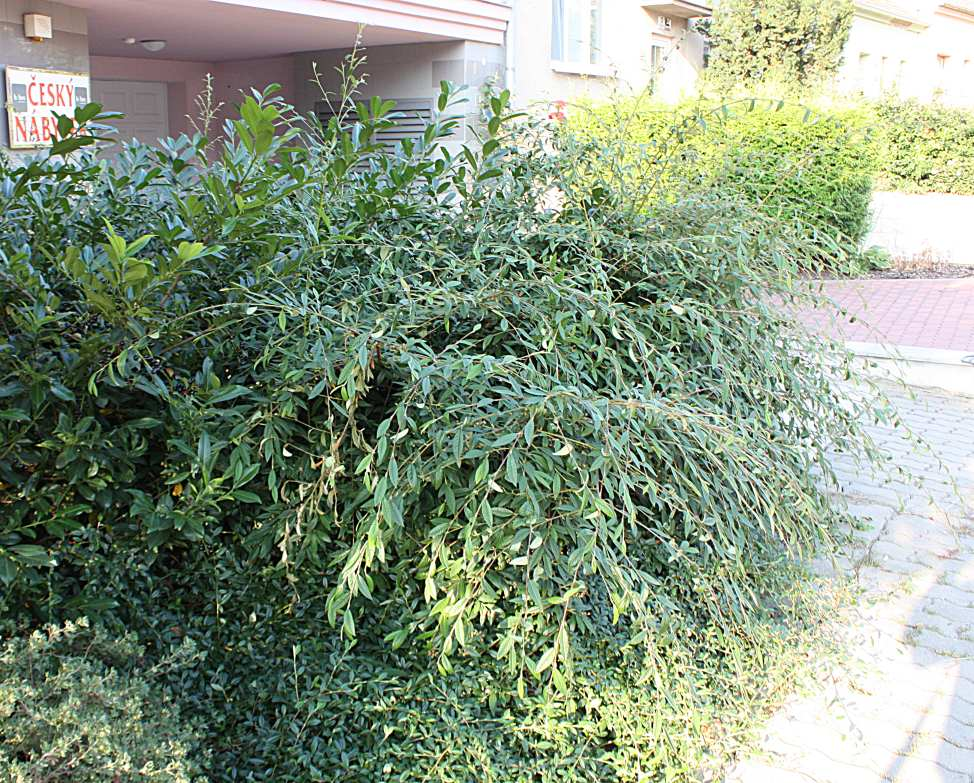
Skalník (Cotoneaster x watereri), s delšími, tmavými a lesklými listy

Například listy javoru, platanu, břeku, bílého topolu, amerického dubu, liliovníku, moruše a liquidambaru, jsou nápadné a dodávají koruně masívního vzezření. Zblízka jsou atraktivní a zřetelně viditelné. Vedle toho, že vrhají tmavé stíny, uplatňují se i leskem svého povrchu (nebo rubu), čímž vyvolávají často hru světel.
Laločnaté listy
Laločnaté listy dubů a dubolisté odrůdy jiných druhů (označené – var. quercifolia) působí výrazněji než vejčité a protáhle vejčité listy buků, habrů a jiných dřevin a to zvláště proto, že bývají tmavší.
Stříhané listy
Stříhané a dělené listy šlechtěných odrůd listnáčů korunu značně zlehčují a zjemňují. Tvar jednotlivého listu je zřetelně patrný jen zblízka, při pohledu z dálky je koruna světlá, lehká a závojovitá.
Zpeřené listy

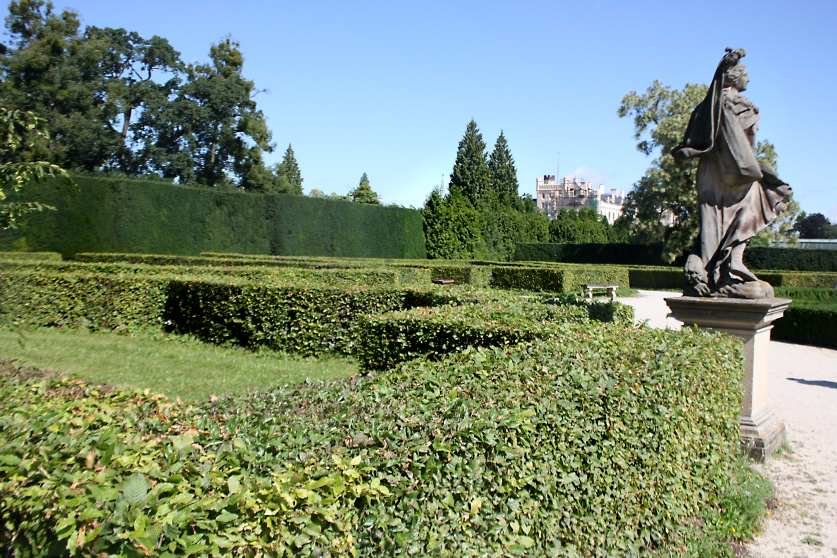
Nízký živý plot z habru, kopinaté, spíše světlé lesklé listy

Dlanitě zpeřené hrubé listy jírovce maďalu (Aesculus) dodávají koruně masívní a malebné vzezření. Zpeřené listy zlehčují celkový výraz koruny a činí její zbarvení světlejší. Přistupuje-li k tomu řídké větvení, jsou koruny lehké, vzdušné a světlé až průhledné. Tmavší jsou jasan, ořešák, ořechovec, jerlín, zvlášť světlé akát, pajasan, jeřáb a dřezovec.

### Keře
Keře dorůstají vždycky menších rozměrů než stromy, a to nejen do výšky, nýbrž v celé hmotě. Ačkoliv jejich hlavní osa a větve jsou zdřevnatělé jako u stromů, nevytvářejí kmen, nýbrž se rozvětvují již odspodu, takže korunka je přízemní nebo aspoň nízko nasazená. I když některé keře rostou stromovitě, nedosahují ani té velikosti jako keřo- vitě rostoucí stromové omladky z pařezů. Některé druhy křovin se rozrůstají z vedlejších kořenů; pak vytvářejí jednotlivé keře celý chomáč výmladků nebo se dokonce rozrůstají v porost, jako je tomu např. u pámelníků (Symphorícarpus). Tvar keřů je – podobně jako u stromů – závislý na délce a postavení větví, jejich výraznost na počtu větví a na jejich tloušťce, bohatost jejich rozvětvení a na velikosti a bohatosti listů.
Rozdělení keřů podle habitu koruny

#### Keře stromovité
Nejrobustnější jsou keře stromovité, jejichž koruna je posazena na nízkém kmínku, jako je např. Acer ginnala, Amelanchier canadensis, Cornus alternifolia, z našich druhů hlohy (Crataegus), pokud se pěstují jako keře, černý bez (Sambucus) a střemcha (Prunus padus) a některé exotické druhy stromů, které u nás rostou keřovitě, např. Davidia involucrata.
Vysoké košaté keře
Vysoké košaté keře jsou vesměs pravidelně rozložené a buď stejně široké, nebo dokonce širší, než jaká je jejich výška. Některé jsou husté, jako např. lísky (Corylus), svída (Cornus sanquinea) šeříky apod., jiné řidší a méně pravidelné, např. bez černý (Sambucus), klokoč (Staphylea) a většina druhů rodu Viburnum.

#### Středně vysoké košaté keře
Středně vysoké košaté keře jsou většinou široce rozložité, na obryse pravidelné. Husté a široce rozložité, mezi nimiž jsou např. jírovec drobnokvětý (Aesculus parviflora) a některé druhy pustorylů (Philadelphus coronarius), méně rozložité jsou některé skalníky, např. Cotoneaster acutifolia, C. nigra, C. tomentosa, brsleny, hlošina aj. a ze stálezelených střemcha vavřínolistá (Prunus laurocerassus) a Rhododendron. Lehce stavěné, tedy řidší jsou např. japonské javory (Acer palmatum), dřín květnatý (Cornus florida) a kalina chlupatá (Viburnum tomentosum), ze stálezelených Viburnum rhytidophyllum.

#### Nízké košaté keře
Nízké košaté keře dorůstají výšky 1 m. Jsou buď husté, nebo řídce větvené. Husté jsou mochny (Potentilla dahurica), kdoulovce (Chaenomeles), Ribes alpinum a ze stálezelených kyhanka (Andromeda): řídce rozvětvené, tedy lehce stavěné jsou kručinky (Genista), pustoryl malolistý (Philadelphus) a ze stálezelených dřišťál (Berberis dar- winii) a Mahonia.
Keře spíše protáhlého vejčitého tvaru
Keře spíše protáhlého vejčitého tvaru, tedy štíhlejší, mají převážně větve směřující vzhůru. Jsou buď hustě rozvětvené, jako dřín obecný (Cornus mas), většina vyšších skalníků (Cotoneaster) apod., nebo jen slabě rozvětvené, jako např. komule (Buddleia), škumpa (Rhus) a tamaryšek (Tamarix).

#### Výmladkově rostoucí křoviny
Výmladkově rostoucí keře mají málo stálých větví. Vyhánějí z vedlejších kořenů četné vedlejší výhony, takže jsou celkově hustě kartáčovité a někdy dovedou dokonce vytvořit samy porost. Jsou to zejména netvařec (Amorpha), mandloň nízká (Amygdalus nana), pámelník (Symphorícarpus).

#### Nepravidelně a rozsochatě rostoucí křoviny
Nepravidelně a rozsochatě rostou například skalník vodorovný (Cotoneaster horizontalis) a z jehličin rozsochaté jalovce a kleče.

#### Popínavé a oplétavé křoviny
Popínavé a oplétavé keře vytvářejí sice také zdřevnatělou lodyhu, která však neroste zpříma. Dokud lodyha nezdřevnatí, potřebuje pevnou oporu, neboť jinak se plazí po zemi. Mezi popínavé a oplétavé keře patří například zimolez německý (Lonicera periclymenum), nebo réva (Vitis).

#### Plazivé a poléhavé keře
Plazivé a poléhavé keře zůstávají zakrslé a rostou spíše do šířky. Některé druhy a kultivary vytvářejí kobercové porosty. Příklady: skalník (Cotoneaster humifusa, C. microphylla, C. prostrata, C. dammeri 'Skogholm'). čilimník (Cytisus decumbens) a zakrslé vrby, z jehličin mnohé druhy a kultivary jalovce. Dřeviny břečťan (Hedera helix), tlustonitník Pachysandra, ostružina (Rubus platyphyllos) a brčál (Vinca), tvoří celé porosty.

#### Keře vytvářející stromkovité korunky
Keře vytvářející stromkovité korunky jsou vyloženými solitérami, a to jak ve velkých parcích, tak i v domácích zahradách. Zde často nahrazují stromy, které by na menším prostoru neměly dostatek místa nebo by zabraňovaly přístupu světla apod. Tyto keře tvoří nejčastěji doplněk stromoví a přechod mezi vysokou zelení stromů a nízkým porostem trávníků. Někdy jsou použity jako předsadba krycích stromových skupin. Používají se i jako samostatné skupiny a kompozice v menších celcích.